# Atheta talpa
Atheta talpa är en skalbaggsart som först beskrevs av Oswald Heer 1841.  Atheta talpa ingår i släktet Atheta, och familjen kortvingar. Arten är reproducerande i Sverige.